# 800 balas
800 balas és una pel·lícula espanyola dirigida per Alex de la Iglesia. Protagonitzada pels actors Sancho Gracia i Carmen Maura, es basa en una idea original del propi director que va sorgir després d'assistir a un espectacle per a turistes a Almeria.
Presentada al Festival de Cinema Fantàstic de Sitges de 2002, la pel·lícula és una comèdia homenatge als Spaghetti western rebatejats com a Marmitako Westerns pel mateix director.

## Sinopsi
Ambientada en un antic poblat en el qual es rodaven spaghetti westerns del desert d'Almeria i en què ara es donen espectacles per a turistes, viu Julián Torralba (Sancho Gracia), com a líder d'un grup d'actors que resignadament es guanyen la vida enyorant un passat millor. L'arribada d'un noi, Carlos (Luis Castro), qui assegura ser el net de Julián, altera la rutinària vida de tot el món.

## Repartiment
- Sancho Gracia: Julián Torralba
- Ángel de Andrés López: Cheyene
- Carmen Maura: Laura
- Eusebio Poncela: Scott
- Luis Castro: Carlos Torralba
- Manuel Tallafé: Manuel
- Enrique Martínez: "Arrastrao"
- Luciano Federico: Enterrador
- Eduardo Gómez: José María "Ahorcao"
- Terele Pávez: Rocío
- Ramón Barea: Don Mariano
- Cesáreo Estébanez: Andrés
- Eduardo Antuña: Taxilaria
- Gracia Olayo: Juli
- Berta Ojea: Ángeles
- Yoima Valdés: Sandra
- Ane Gabarain: Jacinta González

## Curiositats
- Es basa en una idea del propi director i del seu guionista habitual, Jorge Guerricaechevarría, que els va sorgir després de veure un espectacle per a turistes a Almeria, on es trobaven buscant exteriors per a "Fu manchú".[5]
- És un homenatge als spaghetti westerns rebatejats com a Marmitako westerns.[5]
- El personatge de "Julián" (Sancho Gracia) s'inspira molt clarament en una sèrie d'anècdotes reals de la biografia de l'actor Aldo Sambrell, un assidu del Spaghetti western d'Almeria.
- Per a les escenes finals es va intentar comptar amb la presència de Clint Eastwood, protagonista de diversos dels spaghetti westerns que es van rodar a Almeria.[6]
- Està rodada al desert de Tabernas, a Almeria.[5]
- De la Iglesia pensava que aquesta anava a ser una pel·lícula barata, però al final va costar una mica més del que pensava. Segons Sancho Gracia, protagonista de la cinta: "Jo li deia 'Álex que t'arruïnaràs' i l'em deia que sí, que s'anava a arruïnar, però que anava a fer la pel·lícula que a ell li donava la gana".[7]

## Premis
XV Premis Goya
| Categoria                          | Persona                                         | Resultat  |
| ---------------------------------- | ----------------------------------------------- | --------- |
| Goya als millors efectes especials | Juan Ramón Molina Félix Bergés Rafael Solórzano | Guanyador |
| Premi Goya al millor actor         | Sancho Gracia                                   | Nominat   |
| Goya a la millor música original   | Roque Baños                                     | Nominat   |
| Premi Goya al millor muntatge      | Alejandro Lázaro                                | Candidat  |

Premis Ondas 2002millor actor (Sancho Gracia).
Festival de Cinema d'Espanya de Tolosa de Llenguadoc (2003)millor banda sonora per Roque Baños.